# 尤利婭·薩拉諾娃
尤利婭·弗拉基米罗芙娜·薩拉諾娃（羅馬化：Yuliya Vladimirovna Saranova；1988年10月21日—，生於伏尔加格勒），俄罗斯政治人物，第八届国家杜马議員。 
2012年至2018年間，萨拉诺娃是特维尔公共商会成员。2013年至2020年間擔任公民社会发展协会旗下非政府组织“区域发展研究所”特维尔中心主任。2017年，萨拉诺瓦開始任教特维尔州立大学经济与管理学院、地理与地球生态学院和政治学系。2021年9月起擔任第八届国家杜马議員。